# Pseudo-polissoir de Jaignes
Le pseudo-polissoir de Jaignes est une grande dalle de pierre située à Jaignes dans le département de Seine-et-Marne qui a été identifiée à tort comme un polissoir.

## Historique
La pierre est découverte en 1865 lors de la création du nouveau cimetière. P. Reynier la signale en 1899. Identifiée comme étant un polissoir, en raison de la présence de rainures sur l'une des faces, elle est classée comme tel au titre des monuments historiques en 1909.

## Description
C'est une grande dalle en grès de 2,70 m par 1,30 m épaisse de 0,25 m. Elle a été transportée près de l'église de Jaignes. « Ces rainures sont de petite taille, non ordonnées et accompagnées de cupules et de tracés divers. Il ne s'agit en aucun cas d'un polissoir ». Les gravures rappellent l'art rupestre visible sur certains rochers de la forêt de Fontainebleau.